# Colgante de perro de Susa
El Colgante de perro de Susa conocido también como Petit chien à bélière en el Louvre, es un colgante de oro macizo en forma de perro. El colgante fue encontrado en el yacimiento de la acrópolis de Susa  y data de alrededor de la época de 3300-3100 a. C. El anillo soldado a la espalda del perro es una de las primeras muestras de soldadura fuerte.

## Descripción
El colgante es un objeto pequeño: solo 1,5 cm de longitud. Se trata de uno de los primeros ejemplos de orfebrería de finales del IV milenio a. C. Representa una síntesis de todas las técnicas metalúrgicas conocidas en la región de Susa durante la era de Uruk. Además roporciona información interesante sobre una de las dos razas de perros conocidas en la llanura de Susa. 
En esta época, las técnicas metalúrgicas utilizaban un proceso en el que se fundía el mineral para extraer el metal y luego este se vertía en moldes, a menudo a temperaturas superiores a los 800 °C. 
Entre las técnicas de fabricación se utilizó el moldeo a la cera perdida para la mayor parte del cuerpo y el "estiramiento en caliente" de las orejas y la cola, con material de aportación en el aro soldado en la espalda del perro. 
La conexión del anillo con el cuerpo principal no se puede realizar con una simple fusión, ya que existe el riesgo de derretir alguna de las partes, por  lo que es uno de los primeros ejemplos del uso de soldadura fuerte en la historia, en el que se utilizó una aleación de cobre y oro como material de aportación que té una temperatura de fusión más baja, 889 °C. 
El perro no es representativo de los elegantes galgos árabes que se ven en los vasos de cerámica descubiertos en las ciudades de Susa I, sino que es una raza rústica domesticada que fue adaptada para pastorear ovejas. 

## Historia
El colgante fue descubierto gracias a los hallazgos de R. de Mecquenem durante las excavaciones de la ciudad de Susa en 1939. 

Otras esculturas de este tipo:
|                                                                          |
| Escultura perteneciente a las colecciones delMetropolitan Museum of Art. |